# 日本オリンピアンズ協会
特定非営利活動法人日本オリンピアンズ協会（にほんオリンピアンズきょうかい、Olympians Association of Japan）は、日本のオリンピック選手（オリンピアン）を中心とする組織。

## 概要
日本のオリンピアン相互の理解と親睦を図り、1995年に当時のフアン・アントニオ・サマランチ国際オリンピック委員会会長の提唱により設立された世界オリンピアン協会の一員として、オリンピック・ムーブメントを推進し、スポーツを通じた世界平和と国際的友好親善に貢献するとともに日本におけるオリンピックとスポーツの振興に寄与することを目的として、2003年9月5日に任意団体として日本オリンピアンズ協会が設立された。
2006年11月13日に特定非営利活動法人化し、正式名称を特定非営利活動法人日本オリンピアンズ協会と改めた。事務局は東京・新宿区にある「JAPAN SPORT OLYMPIC SQUARE」内にある。
日々、オリンピアンという言葉の浸透に努めている。略称はOAJである。

## 活動
主な活動は以下の通り。
- オリンピアンふれあい交流事業‐オリンピアンを講師に迎え、全国各地で「ふれあい」をテーマにスポーツ教室を開催している
- オリンピアン巡回指導事業‐2004年度から日本オリンピック委員会から引き継ぎ、オリンピアンを講師に迎え全国で「指導」をテーマにスポーツ教室を開催している
- 各種講演会やイベントへのオリンピアン派遣事業
- オリンピアンの集いの開催‐世代を超えたオリンピアン同士の交流会。2005年度は有森裕子や萩原智子、田中光、班目秀雄なども参加していた。

- 2005年には、スポーツで人々を励まそうと中越大震災後の新潟で、「がんばれ!ニイガタ!OAJ復興応援イベント」も開催した。その際、吉田沙保里、伊調馨、伊調千春、浜口京子や田中光などが参加している。
- また、2006年トリノオリンピック前には会員から選手達への応援メッセージも募り、Web上で公開していた。

- 最近では、東京オリンピック構想に基づいて活動する東京オリンピック招致委員会に協力し、独自プロジェクトを立ち上げている。
- 2008年3月19日に法人化後、初の総会を実施した。

## 役員
役員の多くは、オリンピック出場経験がある。
顧問
- 麻生太郎
- 笹原正三

名誉会長
- 竹田恆和

会長
- 鈴木大地

副会長
- 猪谷千春
- 小野清子
- 鶴見修治
- 三宅義信

理事長
- 早田卓次

常務理事
- 平松純子
- 横山謙三
- 森田淳悟

理事
- 瀬古利彦
- 山下泰裕
- 富山英明
- 丸山由美
- 橋本聖子
- 小谷実可子
- 田辺陽子
- 松岡修造
- 川崎努
- 河野孝典

監事
- 礒富昭
- 坂井寿如